# J. K. Rowling
Joanne Rowling CH, OBE, FRCPE, FRSL (/ˈroʊlɪŋ/ ROH-ling; sinh ngày 31 tháng 7 năm 1965), thường được biết đến với bút danh J. K. Rowling, là một nhà văn, nhà từ thiện, nhà sản xuất phim và truyền hình, nhà biên kịch người Anh. Bà nổi tiếng là tác giả của bộ truyện giả tưởng Harry Potter từng đoạt nhiều giải thưởng và bán được hơn 500 triệu bản, trở thành bộ sách bán chạy nhất trong lịch sử. Bộ sách đã được chuyển thể thành một loạt phim ăn khách mà chính bà đã phê duyệt kịch bản và cũng là nhà sản xuất của hai phần cuối. Bà cũng viết tiểu thuyết trinh thám hình sự dưới bút danh Robert Galbraith.
Xuất thân từ Yate, Gloucestershire, Rowling nảy sinh ra ý tưởng cho bộ truyện Harry Potter vào năm 1990 khi bà còn làm việc nghiên cứu và thư ký song ngữ cho tổ chức Ân xá Quốc tế, trên một chuyến tàu bị hoãn từ Manchester đến Luân Đôn.  Trong thời kỳ bảy năm sau đó, cuộc đời bà có nhiều biến động: mẹ bà qua đời, đứa con đầu lòng ra đời, bà ly hôn với chồng thứ nhất.  Bà sống trong cảnh túng quẫn cho đến khi tiểu thuyết đầu tay là Harry Potter và Hòn đá Phù thủy ra mắt vào năm 1997. Sau khi hoàn thành quyển đầu tiên này, bà đã lần lượt xuất bản sáu quyển tiếp theo trong 10 năm sau đó — với quyển cuối cùng ra mắt vào năm 2007. Sau thời điểm đó, bà viết thêm vài tác phẩm cho độc giả người lớn: The Casual Vacancy (2012) và loạt truyện trinh thám hình sự Cormoran Strike (dưới bút danh Robert Galbraith). Năm 2020, bà viết tác phẩm "cổ tích chính trị" dành cho thiếu nhi, The Ickabog, ra mắt nhiều kỳ bằng phiên bản trực tuyến.
Cuộc đời của Rowling được miêu tả là "từ nghèo đến giàu" — lúc mới vào nghề bà còn phải nhận trợ cấp từ chính phủ, cho đến khi thành công nhờ bộ truyện thì bà trở thành nhà văn tỷ phú đầu tiên trên thế giới, theo tạp chí Forbes. Rowling phản bác tuyên bố này và cho rằng mình không phải là tỷ phú. Forbes báo cáo rằng bà không còn là tỷ phú vì đã hiến tặng phần lớn tài sản của mình cho các tổ chức thiện. Tổng doanh thu của bà tính riêng tại Anh đã vượt con số 238 triệu bảng Anh, khiến bà đứng đầu danh sách tác giả còn sống ở đất nước này. Danh sách người giàu có nhất Anh năm 2021 của tờ Sunday Times ước tính tài sản của bà có trị giá 820 triệu bảng Anh, đưa bà vào vị trí người giàu có thứ 196. Tạp chí Time nêu danh bà như một trong những người được cân nhắc để trở thành Nhân vật của năm cho năm 2007, ghi nhận những cảm hứng xã hội, đạo đức, và chính trị mà bà đã truyền đến những người hâm mộ. Rowling được trao Huân chương Danh dự (CH) trong lần trao năm 2017 do những cống hiến đến nền văn học và từ thiện. Tháng 10 năm 2010, bà được các chủ bút tạp chí hàng đầu vinh danh là "Phụ nữ có ảnh hưởng nhất nước Anh". Rowling ủng hộ nhiều tổ chức từ thiện, trong đó có Comic Relief, One Parent Families, và Hội Đa xơ cứng Anh; bà cũng là người khởi xướng tổ chức từ thiện Lumos. Kể từ cuối năm 2019, bà công khai quan điểm của mình về quyền của người chuyển giới và đã gây ra nhiều tranh cãi.

## Tên
Mặc dù bà dùng bút danh J. K. Rowling nhưng tên của bà trước khi tái hôn chỉ đơn giản là Joanne Rowling. Vì lo ngại các đối tượng độc giả nam trẻ tuổi có thể sẽ không thích một tác phẩm của phụ nữ, nên nhà xuất bản đề nghị dùng tên viết tắt của bà. Vì không có tên đệm, bà đã chọn chữ K (viết tắt từ 'Kathleen', tên bà nội bà) làm ký tự thứ hai trong bút danh. Bà tự gọi mình là Jo. Sau khi tái hôn, có một số lần bà sử dụng tên Joanne Murray cho vấn đề cá nhân. Trong vụ thẩm vấn Leveson, bà làm nhân chứng dưới tên Joanne Kathleen Rowling; mục tiểu sử về bà trong quyển dữ liệu Who's Who cũng liệt kê tên bà là Joanne Kathleen Rowling.

## Cuộc đời và sự nghiệp

### Xuất thân và gia đình

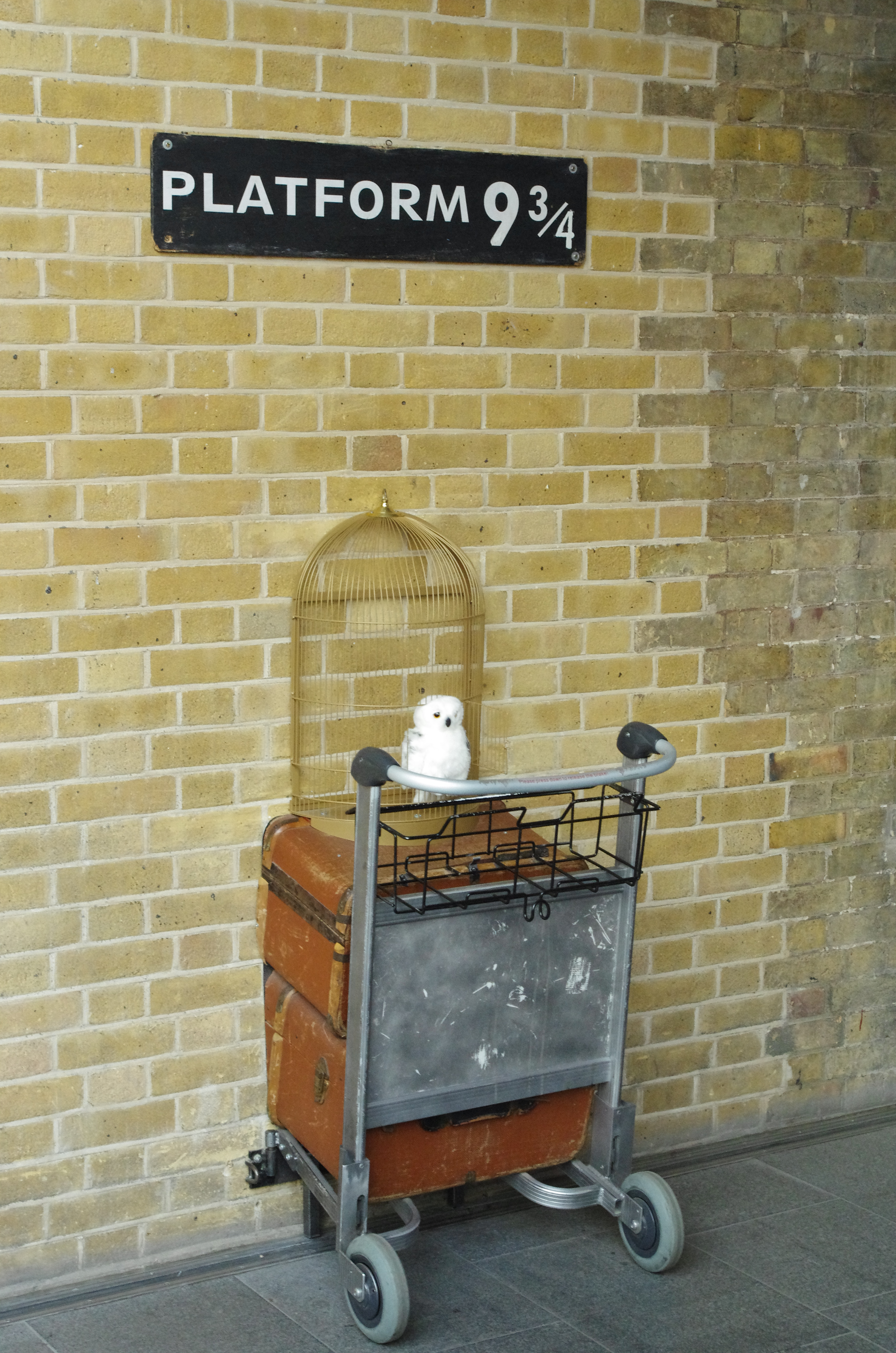
Cha mẹ Rowling gặp mặt trên một chuyến tàu đi từ Nhà ga Ngã tư Vua. Sau khi bà sử dụng địa điểm này như một địa điểm để đến Thế giới Phù thủy, nó trở thành một điểm du lịch.

Joanne Rowling sinh ngày 31 tháng 7 năm 1965 tại Yate, Gloucestershire,; mẹ bà là Anne (nhũ danh Volant), một kỹ thuật gia khoa học, còn cha bà là Peter James Rowling, một kỹ sư máy bay của Rolls-Royce. Bố mẹ bà gặp nhau lần đầu tại sân ga Ngã tư Vua để đi tới Arbroath vào năm 1964. Họ cưới nhau vào ngày 14 tháng 3 năm 1965. Ông cố ngoại của bà là Dugald Campbell, một người Scotland, sinh ra ở Lamlash. Ông nội của mẹ bà, Louis Volant, là người Pháp, được trao tặng giải thưởng Croix de Guerre vì lòng can đảm cho việc bảo vệ ngôi làng Courcelles-le-Comte trong Thế chiến thứ nhất. Lúc đầu, Rowling tưởng ông được trao huân chương Bắc Đẩu Bội tinh trong chiến tranh: bà nói vậy khi chính mình được nhận huân chương này năm 2009. Đến khi xuất hiện trong một tập của chương trình phả hệ Who Do You Think You Are?, bà mới biết Louis Volant được trao huy chương không phải là ông cố Volant của bà, và chính thức đính chính. Khi được nghe kể về câu chuyện dũng cảm của ông cố, bà vỡ lẽ ra rằng giải Croix de guerre là dành cho những người lính "bình thường" như ông cố của bà - một nhân viên phục vụ bàn - và nói, với bà, giải Croix de guerre "tốt hơn" là Bắc Đẩu Bội tinh.

### Thời thơ ấu

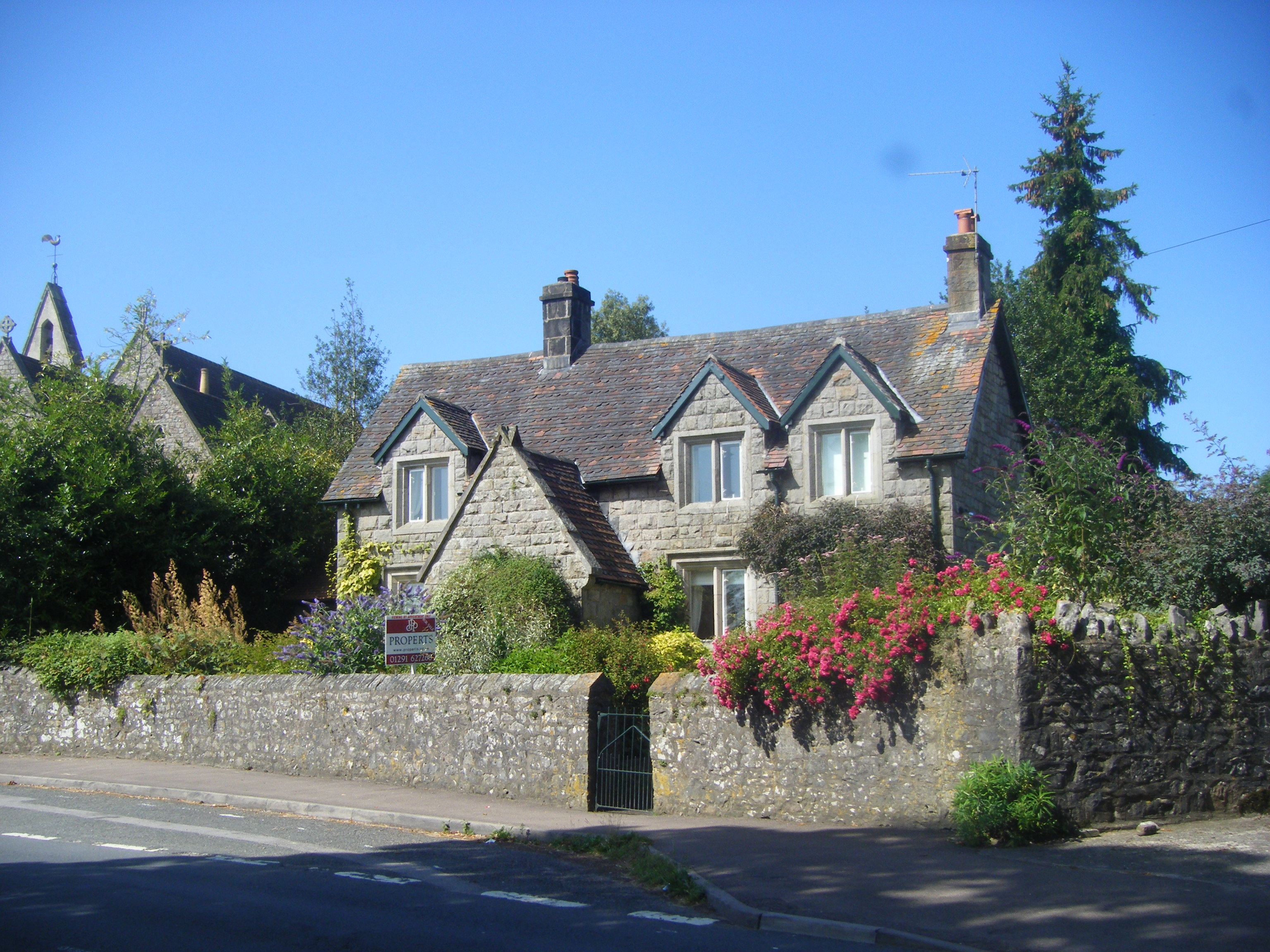
Ngôi nhà thời thơ ấu của Rowling, Church Cottage, Tutshill, Gloucestershire

Khi Rowling 23 tháng tuổi, Dianne em gái bà chào đời. Năm bà 4 tuổi, gia đình bà phải chuyển tới Winterbourne - một ngôi làng gần đó. Khi còn nhỏ, bà thường viết truyện kỳ ảo và thường đọc cho em gái nghe. Khi lên 9, Rowling lại dọn đến ngôi nhà Church Cottage ở làng Tutshill, Gloucestershire, gần Chepstow, Wales. Khi đến tuổi thiếu niên, bà dì của Rowling tặng cho bà cuốn Hons and Rebels - tự truyện của Jessica Mitford. Rowling coi tác giả Mitford là thần tượng của mình, và đọc hết sách của Mitford.
Rowling nói rằng thời thiếu niên của mình không được vui. Cuộc sống gia đình bà phức tạp hơn từ khi mẹ bà bị chẩn đoán mắc chứng đa xơ cứng và có quan hệ căng thẳng với người cha mà đến nay bà vẫn còn không liên lạc. Bà cho biết bà tạo ra nhân vật Hermione Granger dựa trên chính mình năm 11 tuổi. Sean Harris, bạn thân của bà từ lớp Upper Sixth (tương đương lớp 12), có một chiếc Ford Anglia màu ngọc lam; chiếc xe này chính là hình mẫu của chiếc xe bay trong Harry Potter và Phòng chứa bí mật. Như các thiếu niên khác thời đó, Rowling nghe nhạc của các ban nhạc The Smiths, The Clash và Siouxsie Sioux. Bà thường ăn vận theo phong cách của ban nhạc Siouxsie Sioux, chải tóc ra sau và kẻ mắt màu đen cho đến khi bắt đầu vào đại học.

### Giáo dục
Rowling theo học trường tiểu học St Michael's do nhà bãi nô William Wilberforce và nhà cải cách giáo dục Hannah More thành lập. Alfred Dunn, hiệu trưởng khi đó, được cho là hình mẫu của nhân vật Albus Dumbledore. Bà học sơ trung ở Wyedean School and College, nơi mẹ bà làm việc (ban khoa học). Steve Eddy, giáo viên dạy bà môn Anh văn ở đó, nhận xét bà khi đó "không đặc biệt", nhưng là "một trong các nữ sinh thông minh và giỏi môn Anh văn". Bà nhận chứng chỉ A-level trong các môn Anh văn, tiếng Pháp, tiếng Đức, với hai điểm A và một điểm B; và là nữ sinh đại diện trường (head girl).
Năm 1982, Rowling dự kỳ thi tuyển vào Đại học Oxford nhưng bị trượt, nên theo học Đại học Exeter rồi nhận bằng cử nhân tiếng Pháp và ngôn ngữ cổ điển ở đó. Martin Sorrell, một giáo sư môn tiếng Pháp ở Exeter, nói Rowling là một sinh viên "giỏi thầm lặng trong chiếc áo khoác denim và bộ tóc đen, và, nói theo kiểu hàn lâm là, có phong thái làm được những gì cần làm". Theo như Rowling kể lại, bà học rất ít, và thích đọc truyện của Dickens và Tolkien hơn.  Năm 1986, sau một năm học ở Paris, Rowling tốt nghiệp Exeter. Hai năm sau, bà viết một bài luận ngắn về thời gian học môn Ngôn ngữ cổ có tiêu đề "Tên thần nữ đó là gì?, hay là Nhớ lại các môn tiếng Hy Lạp và Latin"; bài này được đăng trên tập san Pegasus của trường đại học Exeter.

### Hôn nhân, ly dị và bà mẹ đơn thân

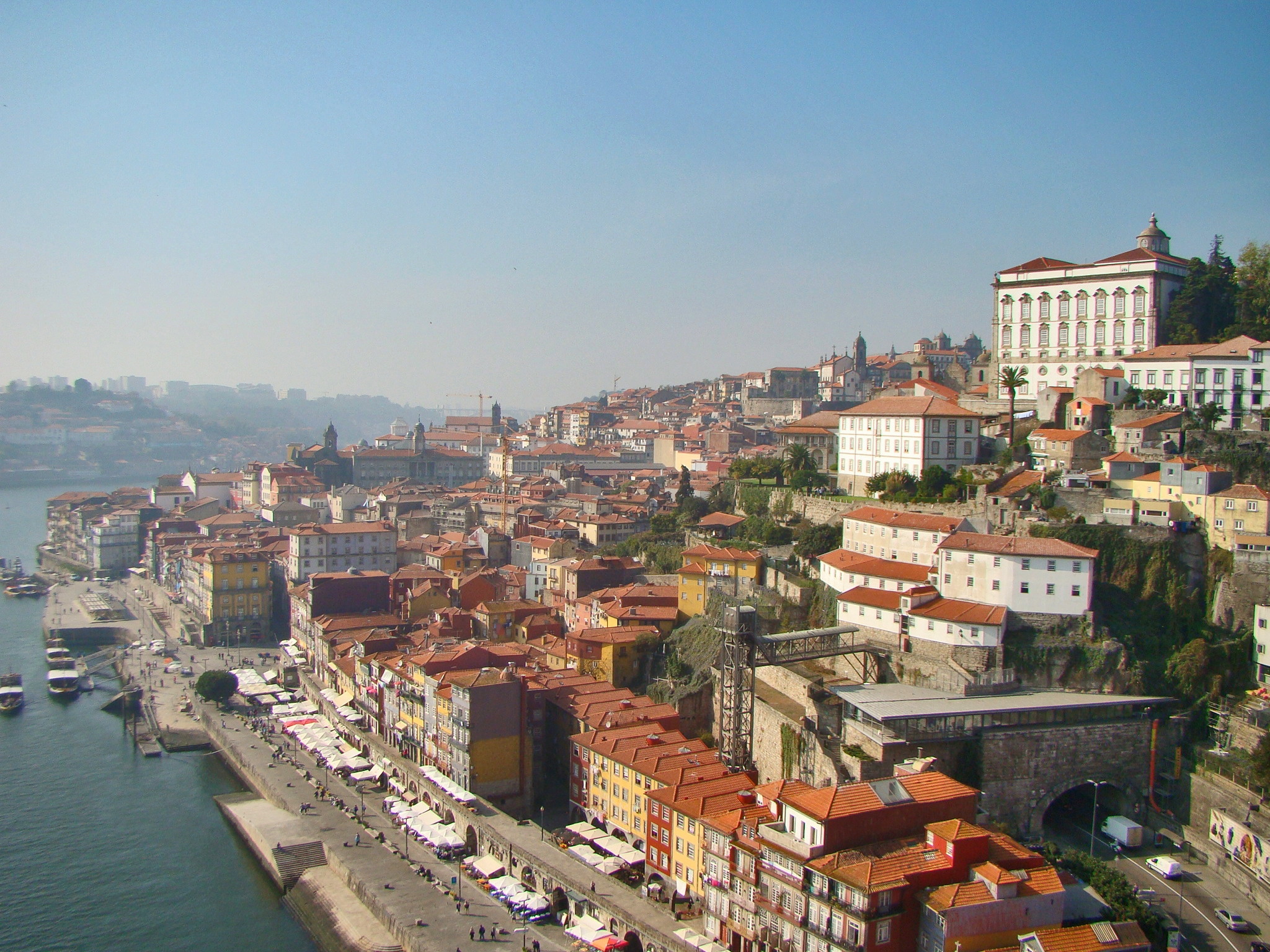
Rowling dọn đến Porto để dạy. Năm 1993, bà trở về Anh với con gái và ba chương của quyển Harry Potter sau khi cuộc hôn nhân tan vỡ.

### Xuất bản Harry Potter

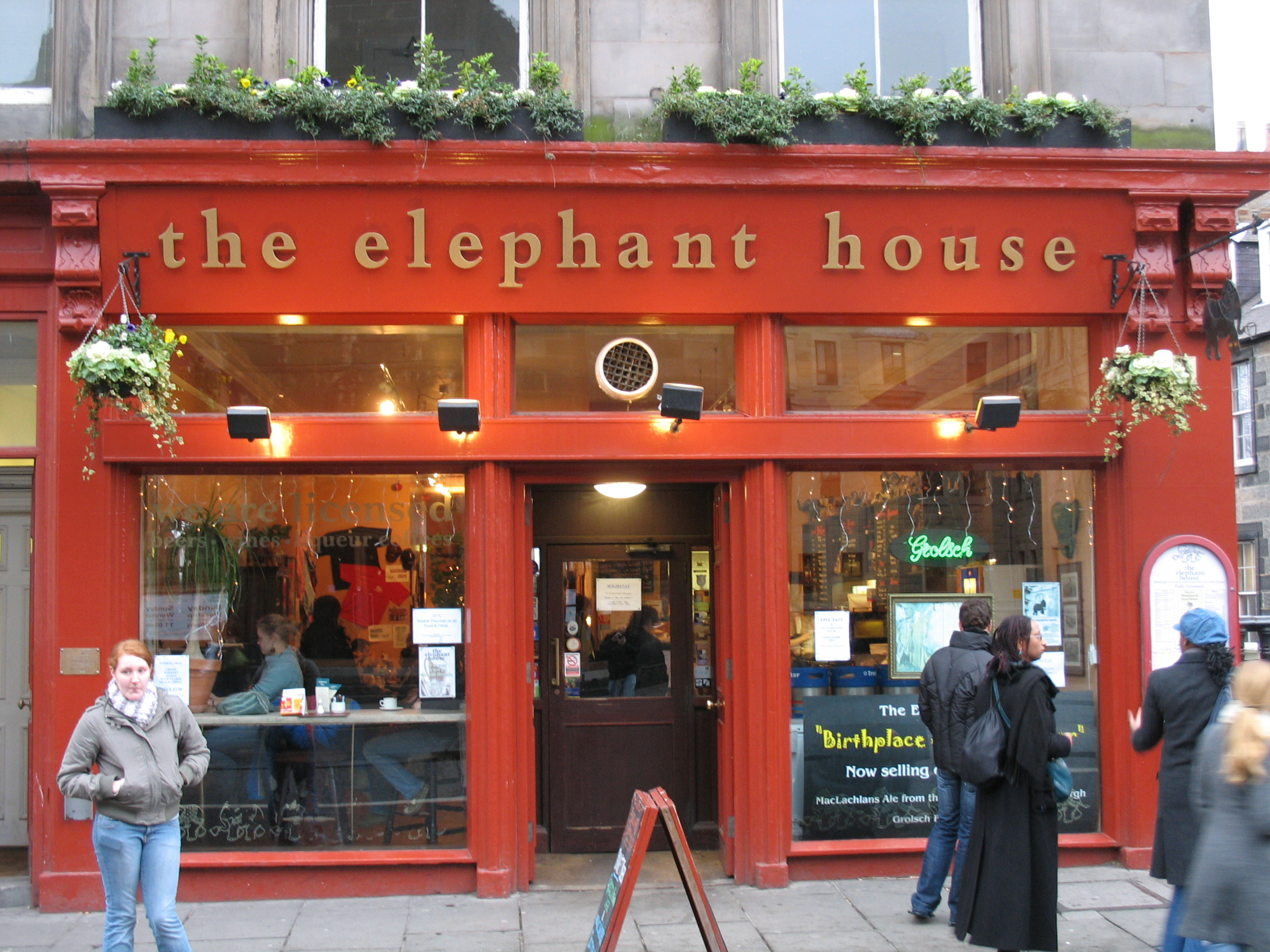
The Elephant House, một trong những quán cà phê tại Edinburgh mà Rowling đã dùng khi sáng tác quyển Harry Potter đầu tiên

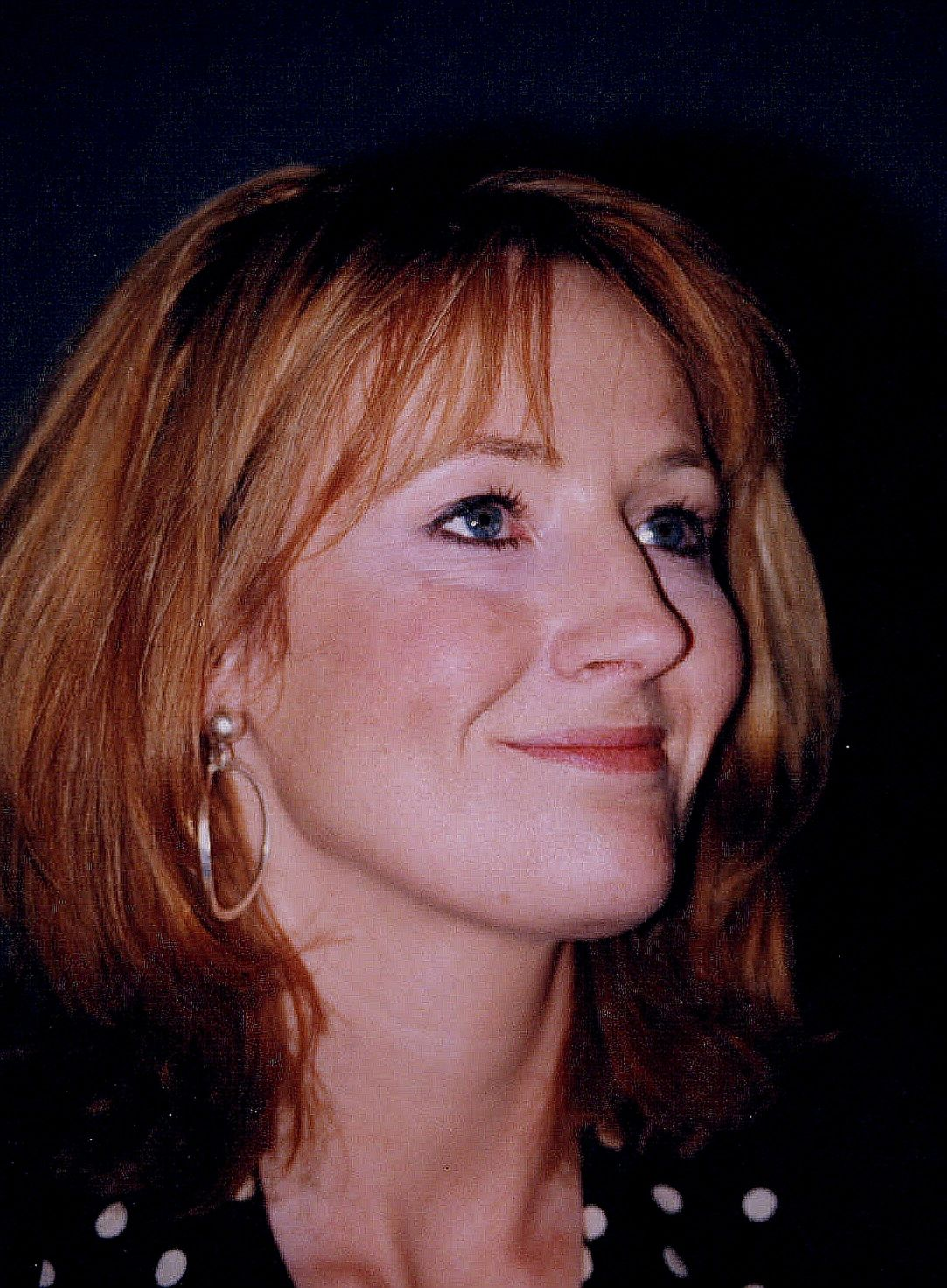
Rowling tại US National Press Club, 1999

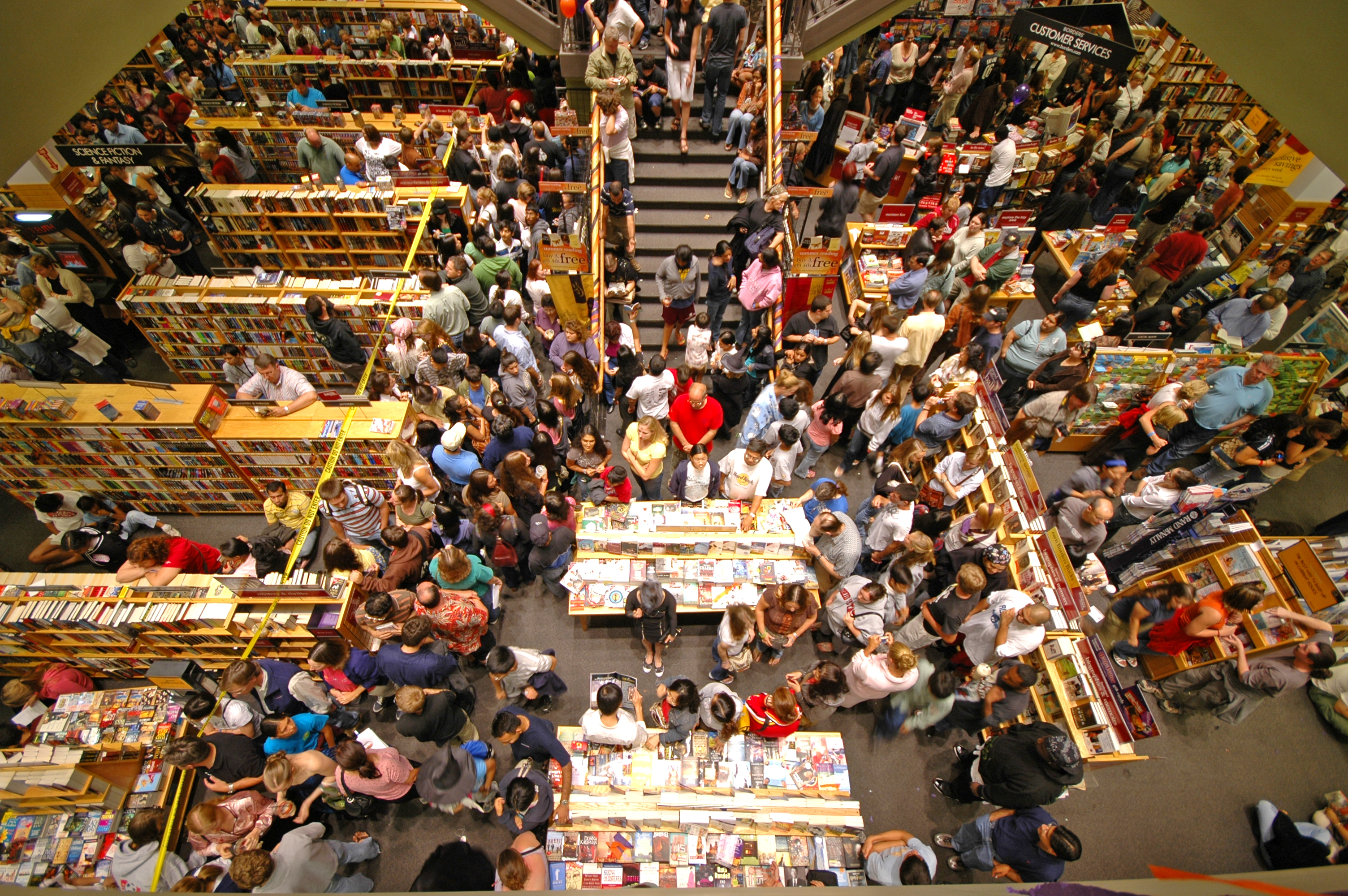
Khách hàng xếp hàng để mua sách Harry Potter

### Loạt phim Harry Potter

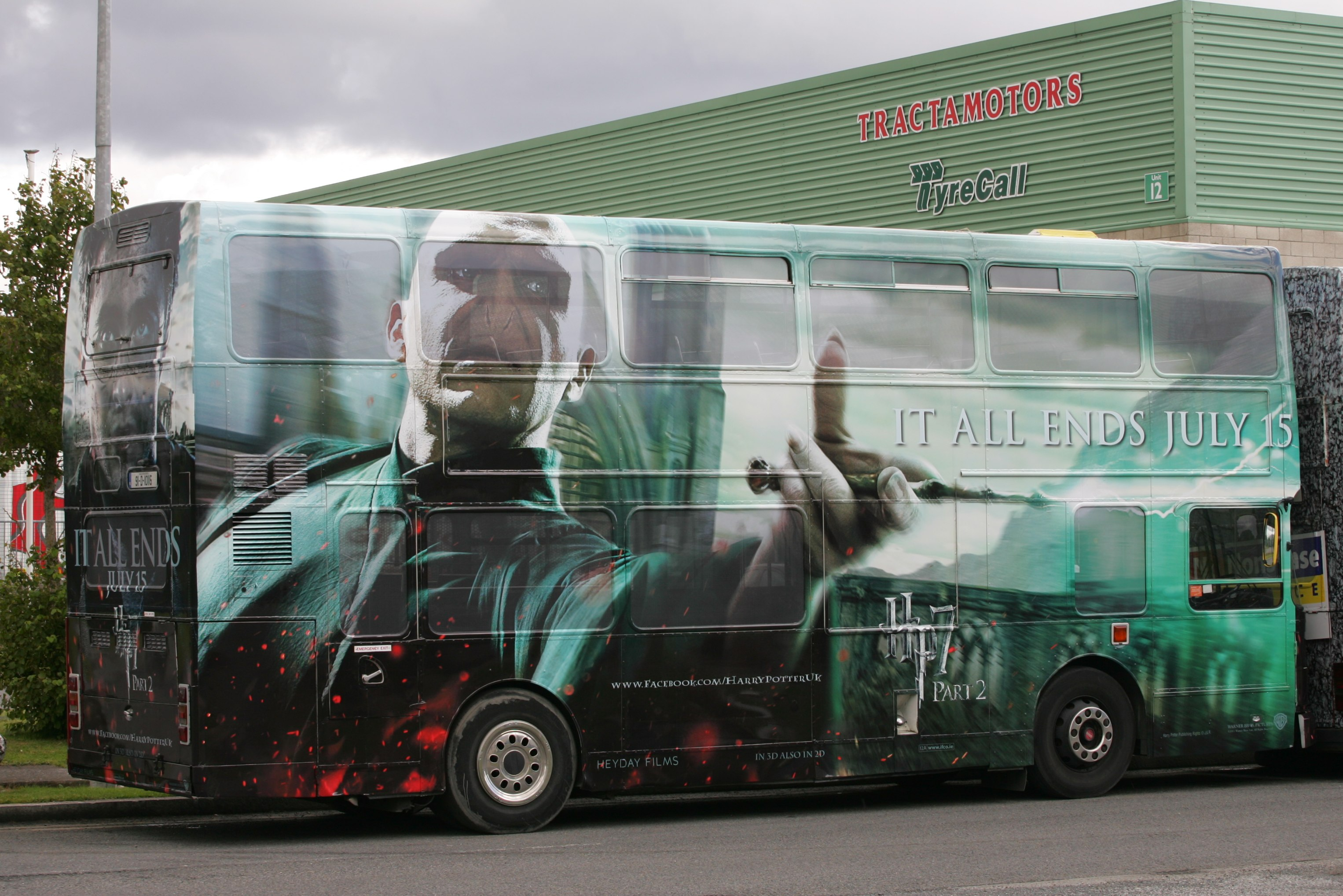
Xe buýt quảng bá Bảo bối Tử thần – Phần 2 năm 2011.

### Những ấn phẩm Harry Potter sau này

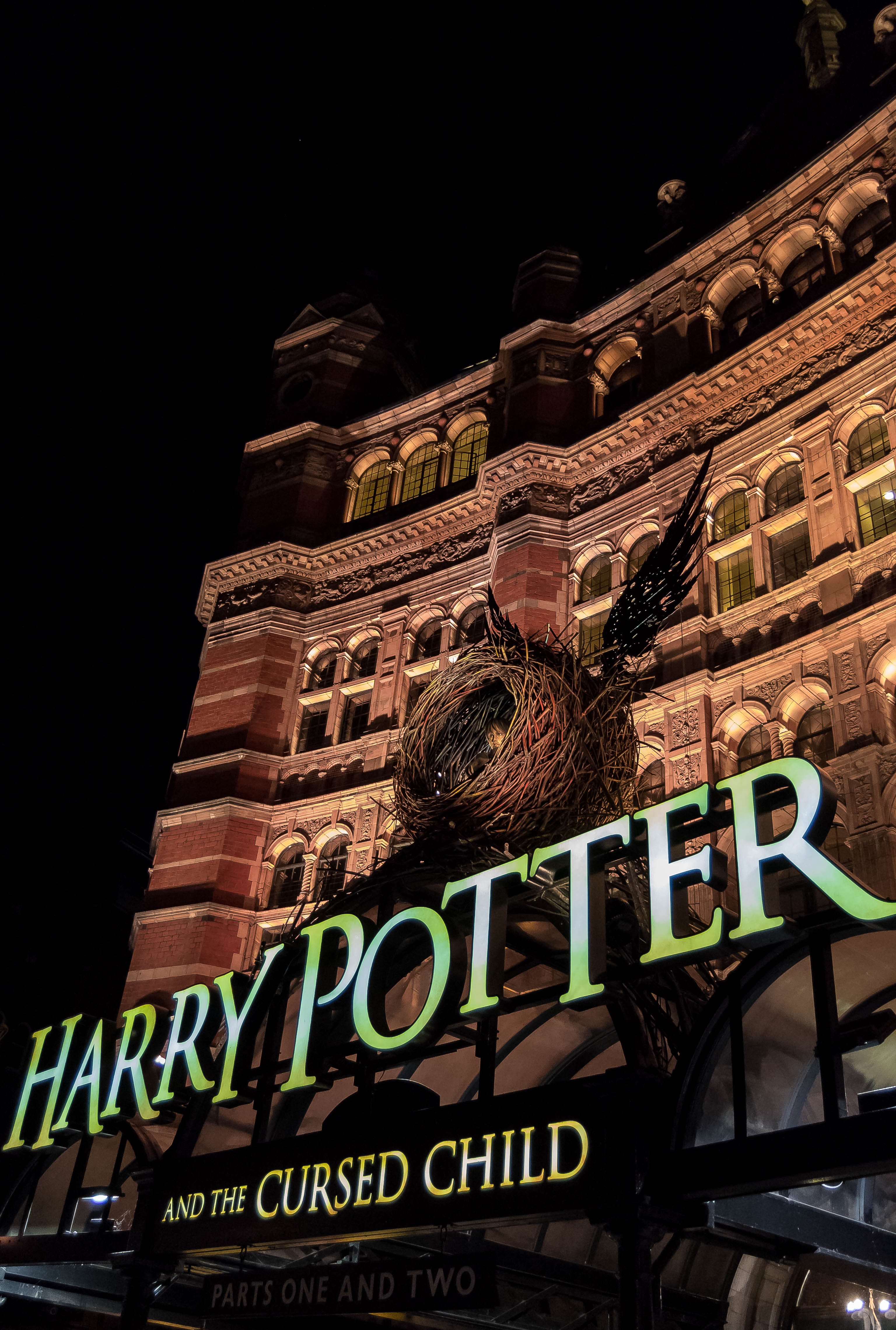
Harry Potter và đứa trẻ bị nguyền rủa tại Palace Theatre ở West End